# Dilley (Texas)
Dilley es una ciudad ubicada en el condado de Frío en el estado estadounidense de Texas. En el Censo de 2010 tenía una población de 3.894 habitantes y una densidad poblacional de 637,88 personas por km².

## Geografía
Dilley se encuentra ubicada en las coordenadas 28°40′4″N 99°10′36″O / 28.66778, -99.17667. Según la Oficina del Censo de los Estados Unidos, Dilley tiene una superficie total de 6.1 km², de la cual 6.1 km² corresponden a tierra firme y (0%) 0 km² es agua.

## Demografía
Según el censo de 2010, había 3.894 personas residiendo en Dilley. La densidad de población era de 637,88 hab./km². De los 3.894 habitantes, Dilley estaba compuesto por el 68.1% blancos, el 11.35% eran afroamericanos, el 0.59% eran amerindios, el 1.13% eran asiáticos, el 0% eran isleños del Pacífico, el 16.92% eran de otras razas y el 1.9% pertenecían a dos o más razas. Del total de la población el 73.34% eran hispanos o latinos de cualquier raza.